# C17orf58
C17orf58 (англ. Chromosome 17 open reading frame 58) – білок, який кодується однойменним геном, розташованим у людей на 17-й хромосомі. Довжина поліпептидного ланцюга білка становить 97 амінокислот, а молекулярна маса — 11 219.
| 10         |  | 20         |  | 30         |  | 40         |  | 50         |
| ---------- |  | ---------- |  | ---------- |  | ---------- |  | ---------- |
| MNRLYLTPDG |  | FFFRVHMLAL |  | DSSSCNKPCP |  | EFKPGSRYIV |  | MGHIYHKRRQ |
| LPTALLQVLR |  | GRLRPGDGLL |  | RSSSSYVKRF |  | NRKREGQIQG |  | AIHTQCI    |

A: Аланін

C: Цистеїн

D: Аспарагінова кислота

E: Глутамінова кислота

F: Фенілаланін

G: Гліцин

H: Гістидин

I: Ізолейцин

K: Лізин

L: Лейцин

M: Метіонін

N: Аспарагін

P: Пролін

Q: Глутамін

R: Аргінін

S: Серин

T: Треонін

V: Валін

Задіяний у такому біологічному процесі, як альтернативний сплайсинг. 